# تفتازانی
سعدالدین مسعود بن عمر بن عبداللّه هروی خراسانی تفتازانی مشهور به تفتازانی فقیه، متکلم، منطق‌دان و ادیب ایرانی است. در تاریخ زایش و مرگ او اختلاف بسیار است، اما بنا به قول صحیح‌تر او متولد سال ۷۰۱ خورشیدی (برابر با ۷۲۲ هجری قمری و ۱۳۲۲ میلادی) در تفتازان از توابع شهرستان شیروان و متوفی به سال ۷۶۹ خورشیدی (برابر با ۷۹۲ قمری و ۱۳۹۰ میلادی) است. وی شاگرد قطب رازی و عضدالدین ایجی است.

## آثار
او را، گویا به اشتباه، نویسندهٔ تفسیر کشف الاسرار و عدة الابرار دانسته‌اند.
کتب زیر همچنین از او است:
- شرح تصریف زنجانی: در ۱۶ سالگی این کتاب را نوشت.
- هذیب المنطق و الکلام: این اثر درسنامه بوده‌است.
- شرح عقاید نسفی: شرح درسنامه
- الارشاد یا ارشادالهادی: در علم نحو
- الشرح المطوَّل: در فنون بلاغی
- الشرح المختصر: در فنون بلاغی
- شرح قسم سوم مفتاح العلوم: در فنون بلاغی
- شرح رسالة شمسیة کاتبی قزوینی: در منطق
- تهذیب المنطق: در منطق
- حواشی بر شرح قطب رازی بر رسالة شمسیه قزوینی: در منطق
- شرح ایساغوجی ابهری: در منطق
- شرح العقائد النسفیة: شرحیست بر کتاب عقیدة النسفیة اثر نجم الدین ابوحفص عمر نسفی
- مقاصد الطالبین فی علم اصول الدین: در کلام
- رسالة الرد علی زندقة ابن عربی فی مؤلَّفِه فصوص الحکم: در کلام
- التلویح الی کشف حقائق التنقیح: در علم اصول
- شرح بر شرح ایجی بر المختصر فی الاصول ابن حاجب: در علم اصول
- مفتاح الفقه: در فقه
- اختصار شرح تلخیص الجامع الکبیر: در فقه

دیگر آثار:
- النعم السوابغ فی شرح الکلم النوابغ
- ترجمة بوستان سعدی به نثر ترکی
- حاشیه بر کشاف زمخشری

دانشنامهٔ جهان اسلام پس از ذکر آثار او در ادامه چنین می‌نویسد:
آثار متعددی به تفتازانی نسبت داده شده‌است، از جمله: اربعین و شرح الاربعین النَّوَویة، هر دو در علم حدیث؛ شرح نهج البلاغة؛ رسالة الاءکراه؛ رسالة کوتاه ضابطة انتاج الاشکال، در منطق؛ رسالة فتاوی حنفی، در فقه؛ کشف الاسرار و عدة الابرار، که تفسیر قرآن کریم به فارسی است (حاجی خلیفه، ج ۱، ستون ۸۴۷، ج ۲، ستون ۱۴۸۷؛ مدرس تبریزی، ج ۱، ص ۳۳۸). از تفتازانی اشعاری نیز باقی‌مانده‌است (رجوع کنید به مدرس تبریزی، ج ۱، ص ۳۳۹۳۴۰).

## جایگاه علمی
دانشنامهٔ جهان اسلام در پیرامون جایگاه علمی «تفتازانی» چنین آورده‌است:
دانشمندان در بیان جایگاه تفتازانی در تاریخ علوم، اختلاف نظر دارند. غالباً - با توجه به اینکه آثار وی به درسنامه‌ها یا شرح و حاشیه نویسی منحصر است - وی را معلمی توانا، اما فاقد دیدگاهی خاص در مسائل موردبحث، می‌دانند و آثار او را محصول زمانه‌ای می‌دانند که عاری از اصالت و نوآوری فکری است (برای نمونه رجوع کنید به وات، ص ۱۶۴). مثلاً تهذیب وی را در مقایسه با شمسیة کاتبی عاری از پیشرفت می‌دانند. اما به نظر می‌رسد که تفتازانی با تألیف درسنامه‌های بلیغ و فصیح، آموزش علوم اسلامی را گسترش داد و در برخی از مسائل، همچون معمای جذر اصم * یا پارادوکس دروغگو (رجوع کنید به تفتازانی، ج ۴، ص ۲۸۶۲۸۷)، عقاید جدیدی ابراز کرد. شرح المقاصد که دیدگاه تفتازانی در حل شبهة جذر اصم در آن آمده، الجذرالاصم فی شرح مقاصد الطالبین نامیده شده‌است (دهخدا، ذیل مادّه).

## آراء منطقی
تفتازانی به تبع قطب رازی معتقد است کلی در خارج موجود نیست، بلکه فرد آن موجود است و اگر گفته می‌شود کلی طبیعی در خارج وجود دارد، مجاز است از باب وصف به حال متعلق موصوف، به این معنا که فرد آن موجود است. تفتازانی با استاد خود در تعریف به اعم و اخص هم رأی نیست. از نظر او معرِف و معرَف باید مساوی باشند. نیز وی برخلاف نظر استادش، حملیه محصوره را طبق رأی کاتبی به خارجیه و حقیقیه و ذهنیه تقسیم می‌کند. تفتازانی در عکس نقیض هر دو روش قدما و متأخران را عکس قلمداد می‌کند. او در شکل اول و سوم، فعلیت صغرا را شرط می‌داند و از این روی، بر آن است که این دو شکل با صغرای ممکنه نتیجه نمی‌دهد.

## مطالعهٔ بیش‌تر
- هاشمی، محمود، مف‍تاح الدرر من شرح الم‍خت‍صر، ته‍ران: محمود هاشمی، ۱۳۸۰. شابک: شابک ‎۹۶۴-۳۳۰-۹۳۶-۳

این کتاب شرحی است بر مختصر المعانی تفتازانی که خود شرحی است بر تلخیص المفتاح خطیب قزوینی که آن نیز تلخیص است از مفتاح العلوم سکاکی
- حسینی دشتی، مصطفی، حاشی‍ه ملا عب‍دالل‍ه عل‍ی الت‍هذیب، قم: دارالتفسیر، ۱۳۸۲. شابک: ۹۶۴-۷۸۶۶-۲۱-۶

کتاب حاضر شرحی است بر کتاب حاشیه ملا عبدالله‌بن حسین یزدی که آن نیز حاشیه‌ای است بر کتاب «ته‍ذیب المنطق و الکلام» تفتازانی 
- عرفان، حسن، کرانه‌ها: شرح فارسی کت‍اب مخ‍تص‍ر الم‍عانی، قم: هج‍رت، ۱۳۷۵. شابک: ۹۶۴۵۸۷۵۱۹۶

این کتاب شرحی است فارسی بر مختصر المعانی تفتازانی که خود شرحی است بر تلخیص‌المفتاح خطیب قزوینی که آن نیز تلخیص بر مفتاح‌العلوم سکاکی است.